# فنیل‌ایزوسیانات
فنیل‌ایزوسیانات (به انگلیسی: Phenylisocyanate) یک ترکیب شیمیایی با شناسه پاب‌کم ۷۶۷۲ است. شکل ظاهری این ترکیب، مایع بی‌رنگ است.